# حاتم (قبيلة)
حاتم ((تشيميني: Ra Xaatimi)، (بالصومالية: Xaatim)‏) هي عشيرة صومالية تقطن في المدن الساحلية جنوب الصومال، براوة ومركا وكيسمايو ومقديشو  ويوجد أفراد وجماعات منهم في المناطق الواقعة بين النهرين والتي تشملالصومال وصولا إلى أسفل الساحل السواحلي. عشيرة حاتم سُمّيت على اسم المدينة التي استقروا فيها في البداية وهي براوة، وتشكل إحدى العشائر التي تشكل جزءًا من اتحاد "Todobo Tol" (بمعنى 7 عشائر) والمعروف أيضًا باسم بروانيين.

## نظرة عامة
يرجع نسب عشيرة حاتم إلى حاتم الطائي، الشاعر الطائي الجاهلي الشهير الذي عاش في القرن السادس، وينتمي إلى نسب حاتم كذلك المتصوف محي الدين بن عربي. استقرت عشيرة حاتم على ساحل بنادر لأول مرة وبالذات في مدينة براوة ويرجع نسب عشيرة حاتم في الصومال إلى محمد بن مسلم بن ثابت بن علي بن عبد الله الثاني، الذي يقال إنه وصل إلى براوي عام 600 هجرية. ومن هناك انتقلت بطون عشيرة حاتم إلى باقي المدن المطلة على ساحل بنادر وساحل السواحلي وغيرها. في مركا تتفرع حاتم إلى 5 بطون هي: رير أحمد شريف، رير حاج حسن، رير إسمان نوري، رير جينس، ورير ديني. ويقال أنهم انتقلوا إلى المدينة في وقت ما خلال القرن الثامن عشر والعشيرة جزء من الاتحاد المحلي المسمى 12 كوفي. تقطن في مقديشو إحدى بطون عشيرة حاتم وتسمى أبَكارو وتقطن في حي شنغاني القديم، وقد انتقل العديد من أفراد عشيرة حاتم إلى براوة ومركا وقرى جنوبية أخرى بعد الاستقلال. ووفقًا للسكان المحليين على ساحل السواحلي، فقد انتقل المنتسبون إلى عشيرة حاتم إلى جزيرة باتي من اليمن عبر براوة حوالي القرن السادس عشر لتعليم القرآن والدين. في القرنين السابع عشر والثامن عشر، استوطنت عشيرة حاتم بلدات الساحل الأوسط (مريما)، حيث أطلقوا عليها اسم شونفي أو جومفو.